# ピアノ三重奏曲第2番 (サン＝サーンス)
ピアノ三重奏曲第2番（ピアノさんじゅうそうきょくだい2ばん）ホ短調 作品92 は、カミーユ・サン＝サーンスが1892年に作曲したピアノ三重奏曲。

## 概要
前作にあたるピアノ三重奏曲第1番が書かれてから本作の完成までに28年の時間が経過しており、その間にサン＝サーンスの置かれた状況は大きく変化していた。サン＝サーンス本人の在り方が変化したというより、周囲の環境が大きく変わっていき、かつて急進的であったはずの彼はいつの間にか保守的な音楽家になっていた。中でもワーグナーに対する態度は難しいものだった。彼自身はワーグナーの音楽を賞賛していたが、当時のパリの音楽界を席巻した「ワーグナー狂」達が古き音楽の価値を軽視する姿勢に異を唱え、孤立を深めていた。このような立場の違いによる軋轢が生んだ結果のひとつとして、彼は1886年に自らも立ち上げに関わった国民音楽協会から離れる決断をしている。
1888年には生活を共にしてきた母を亡くし、もはやパリには身寄りがなくなってしまっていた。私生活でも忍び寄る孤独を避け、国外を旅して回っていたサン＝サーンスが1892年の春を過ごしていたアルジェリアで本作は書かれた。
前作の瑞々しさとは対照的に本作は真剣みを帯びた楽曲である。ホ短調という調性の選択にも、作品が帯びる陰鬱さの一端が表れている。当時、既にフランスの作曲が用いていた半音階主義からは距離を置き、サン＝サーンス自身の創作姿勢が貫かれている。両端楽章に重きを置く5楽章構成となっており、全体をシンメトリックにまとめ上げている。

## 演奏時間
約34分。

## 楽曲構成

### 第1楽章
Allego non troppo 12/8拍子 ホ短調
2つの提示部を持つ変則的なソナタ形式。幅広く駆け回る三和音によって曲が開始されており（譜例1）、ここに付された「とても軽やかに」（très légèrement）という指示を実現することは現代のコンサート用ピアノでは極めて難しい。
譜例1
譜例1の伴奏に乗って、ヴァイオリンとチェロが交代しながら第1主題を提示する（譜例2）。さらに弦楽器のオクターヴのユニゾンで確保される。
譜例2
ピアノが支配する推移を経て次の箇所へ移ると、譜例3に示される材料がヘ長調で奏される。6音から成るモチーフが出され、その縮小系が後を追うという計4小節の塊になっており、ただちにホ長調で反復される。すぐさまハ長調に到達し、大きく盛り上がって頂点を形成する。
譜例3
第2の提示部では譜例2に続いて譜例3も奏されるが、ピアノが静かに維持する譜例3はむしろ伴奏のような役割を担い、その上でヴァイオリンとチェロが対話を繰り広げる。展開部は弦楽器の細かい動きから進められていくが、これは第1主題に由来しており、さらにヴァイオリンとチェロがカノン風にかけ合う音型も譜例1を縮小することによって生み出されている。展開部は比較的短くまとめられ、譜例2の再現に入る。譜例3もト長調で続くが、早々にホ長調へ移行してこの調に留まる。コーダには展開部で使用された材料が再度顔を出し、譜例1に支えられて譜例2が最後に回想されるとフォルティッシッシモで堂々と結ばれる。

### 第2楽章
Allegretto 5/8拍子 ホ長調 - Allegro 5/4拍子 嬰ト短調
楽章は一貫して5拍子で書かれているが、サン＝サーンスはこれを自然な曲調にまとめあげている。2つの独立した楽想が交代する構成となっており、まず譜例4がヴァイオリンによって導入され、同じリズムでピアノが応答する。
譜例4
やがて、先のリズム素材をホ短調に移したエピソードが挟まれ、また元の平穏へと戻っていく。アレグロ、5/4拍子、嬰ト短調へと転じ、ピアノに急速な音型が表れる（譜例5）。これが楽章を構成する2つ目の楽想である。駆け回るピアノに対し、弦楽器は補助的な役割に留まる。
譜例5
ホ長調で再現される譜例4はト長調へと転じ、短調のエピソードははじめト短調、次いで嬰ト短調で繰り返される。続いてイ短調で再現される譜例5ははじめ弦楽器を主体とするが、やがてピアノが主導権を取り戻す。コーダはトランクイロと指定されて譜例4に基づき静かに進められ、最後の締めはフォルテで行われる。

### 第3楽章
Andante con moto 4/4拍子 変イ長調
三部形式とも考えうる。しかし楽章全体で主題は1つしかなく、調性的な繋がりも一般的ではない。サン＝サーンスはシューマンの室内楽作品をパリでの流行に先駆けて擁護していたが、ここではそのシューマンに敬意を払うかのように「情熱的に」（appasionato）と記された主題が示される（譜例6）。
譜例6
同じ主題を用いて嬰ヘ短調で奏される中間的部分を経て、譜例6が回帰する。コーダは譜例6の後半2小節を用いたものとなっており、弱音によって穏やかに結ばれる。

### 第4楽章
Grazioso poco allegro 3/8拍子 ト長調
5つの部分とコーダによって構成される。経過部を持たないロンド形式と考えられる。弦楽器が変ホ、ニという下降音型を強調するのに続き、ピアノが主題を提示する（譜例7）。
譜例7
流麗な譜例8のエピソードが変ホ長調で導入され、推移を経てホ長調で繰り返される。
譜例8
さらに推移してト長調で譜例7の再現が行われる。第4の部分は変ロ長調で書かれており、新しい旋律にこれまでの部分の動機が並置されていく。譜例7が回帰した後、簡潔なコーダがついて静まりながら終わりを迎える。

### 第5楽章
Allegro 4/4拍子 ホ短調
自由な形式をとる。比較的軽い3つの楽章を経た後に、第1楽章のような大規模な楽想が繰り広げられる。最初の主題はピアノがオクターヴで奏する上昇音型の譜例9である。
譜例9
モチーフを対位法的に処理しつつ進み、新しいエピソードが出て大きく盛り上がる（譜例10）。このフレーズの前半部分は一度きりしか使われない。
譜例10
次いで譜例9が対旋律を従えて再現される。短くまとめられて4声のフガートへと突入する。フガートの開始を告げる譜例11の主題は、これまでに楽章中で出ていた音型から導かれている。
譜例11
譜例9が全楽器のユニゾンで再現され、曲は第2のフガートに入っていく。ここでは譜例9と譜例11が組み合わされて並行して奏でられていく。対位法的な展開から脱してクライマックスを形成した後、ドルチェと指定された新しい音型が繰り返されていく（譜例12）。ここへフガート部に由来するモチーフが付属する。
譜例12
ヴァイオリンとチェロがカノン風の応答句を奏し、それが譜例10の後半部を導いて楽章の総括が行われる。3/8拍子に転じたコーダは譜例9と譜例11の縮小形に由来しており、全楽器の急速なユニゾンが駆け巡るとそのままの勢いで全曲に終止符が打たれる。